# Belcastel, Tarn
Belcastel är en kommun i departementet Tarn i regionen Occitanien i södra Frankrike. Kommunen ligger i kantonen Lavaur som tillhör arrondissementet Castres. År 2022 hade Belcastel 226 invånare.

## Befolkningsutveckling
Antalet invånare i kommunen Belcastel
| Referens: INSEE |